# Хребет Уинстона Черчилля
Хребет Уинстона Черчилля (англ. Winston Churchill Range) — горный хребет в Канадских Скалистых горах, расположенный в Колумбийском ледниковом поле в национальном парке Джаспер (Альберта, Канада). Хребет был назван в честь бывшего премьер-министра Великобритании сэра Уинстона Черчилля.
Восточная граница хребта начинается на западной стороне реки Санвапта от границы национальных парков Джаспер и Банф и простирается на север до водопада Санвапта. Западная граница определяется долиной реки Атабаска к востоку от горы Уорик. Долина сужается по мере приближения к континентальному водоразделу и разделяет гору Колумбия от горы Кинг-Эдвард, последняя из которых не входит в хребет Уинстона Черчилля.

## Вершины хребта
Хребет Уинстона Черчилля включает следующие горы и пики:
| Гора/ Вершина   | Высота, м |
| --------------- | --------- |
| Колумбия        | 3 747     |
| Норт-Туин-Пик   | 3 684     |
| Туинс-Тауэр     | 3 627     |
| Альберта        | 3 619     |
| Саут-Туин-Пик   | 3 566     |
| Китченер        | 3 505     |
| Сноу-Дом        | 3 456     |
| Вулли           | 3 460     |
| Статфилд-Пик    | 3 450     |
| Диадем-Пик      | 3 371     |
| Кромвель        | 3 330     |
| Энгелхард       | 3 270     |
| Смайт           | 3 246     |
| Машрум-Пик      | 3 210     |
| Торингтон-Тауэр | 3 155     |
| Нельсон         | 3 150     |
| Палмер          | 3 150     |
| Гек             | 3 130     |
| Гонг-Пик        | 3 120     |
| Адам-Йоахим     | 3 094     |
| K2              | 3 090     |
| Вайс            | 3 090     |
| Митчелл         | 3 040     |
| Морден-Лонг     | 3 040     |
| Макгир          | 3 030     |
| Конфедерейшен   | 2 969     |
| Литл-Альберта   | 2 956     |